# Pagan giáo Phần Lan hiện đại

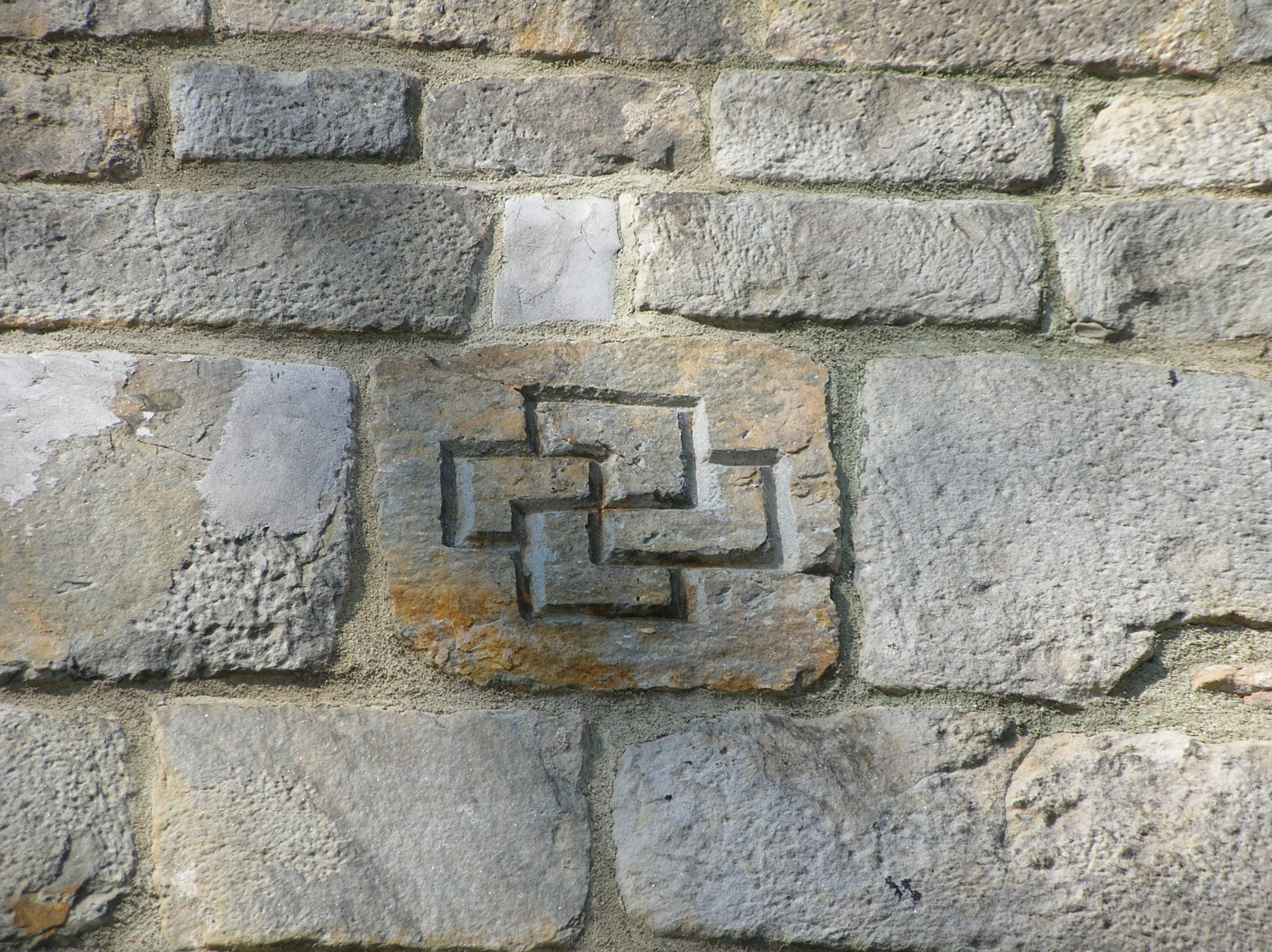
Biểu tượng Tursaansydän

Pagan giáo Phần Lan hiện đại, hay tín ngưỡng bản địa Phần Lan (tiếng Phần Lan: Suomenusko, n.đ. 'tín ngưỡng của người Phần Lan') là một phong trào phục hưng Pagan giáo hiện đại của Pagan giáo Phần Lan – tôn giáo dân tộc đa thần của người bản địa Phần Lan thời kỳ tiền Kitô giáo hóa. Tiền thân của phong trào phục hưng này là phong trào Ukonusko (n.đ. 'tín ngưỡng thờ Ukko', đặt trong tâm vào thần Ukko) có từ đầu thế kỷ 20. Một trong những khó khăn mà phong trào phục hưng Pagan giáo hiện đại phải đối mặt đó là bản chất của nền văn hóa Phần Lan thời kỳ tiền Kitô hóa, vốn phụ thuộc vào truyền thống truyền miệng mà đến ngày nay còn sót lại rất ít. Nguồn tư liệu sơ cấp ghi chép về văn hóa bản địa Phần Lan là những trước tác của các tác giả theo Kitô giáo về sau này.
Ngày nay, có hai tổ chức chính yếu quản lý Pagan giáo hiện đại Phần Lan, đó là "Hiệp hội Tôn giáo Bản địa Phần Lan" (Suomalainen kansanuskon yhdistys ry) đăng ký vào năm 2002, có trụ sở tại Helsinki và "Hiệp hội Sao Bắc Cực" (Taivaannaula ry), được thành lập và đăng ký vào năm 2007, hiện có trụ sở tại Turku và có chi nhánh tại một số thành phố. Hiệp hội Tôn giáo Bản địa Phần Lan cung cấp dịch vụ cho cả cộng đồng người Karelia và hiện là thành viên của Khối hiệp thông Uralic.

## Niềm tin

### Thần linh
Tôn giáo bản địa Phần Lan tôn thờ nhiều vị thần, bao gồm:
- Ukko, vị thần bầu trời, chúa tể các vị thần theo tín ngưỡng bản địa Phần Lan
- Akka, nữ thần sinh sản, vợ của thần Ukko
- Ahti, vị thần biển cả
- Tapio, vị thần rừng
- Pekko, vị thần của các loài cây trồng
- Nyyrikki, vị thần của súc vật và nghề săn bắt
- Mielikki, nữ thần của rừng rậm và nghề săn bắt
- Ilmarinen, vị thần làm nghề rèn
- Louhi, vị thần của bệnh tật
- Turisa, vị thần chiến tranh (một số người cho rằng vị thần này không phù hợp với lịch sử)
- Haltija, loài sinh vật trông giống như yêu tinh, hay là thần lùn
- Lemminkäinen, vị anh hùng trong thần thoại
- Väinämöinen, vị anh hùng trong thần thoại, được coi là vị thần sáng thế cùng là vị thần của thơ ca và ma thuật
- Hiisi, linh khí của các nơi thánh thiêng
- Jumi [fi], vị thần sinh sản hay là một bức tượng ban ơn sinh sản
- Otso, linh khí của loài gấu